# 五重塔
五重塔（ごじゅうのとう）は、仏塔の形式の一つ。層塔と呼ばれる楼閣形式の仏塔のうち、五重の屋根を持つものを指す。下から地（基礎）、水（塔身）、火（笠）、風（請花）、空（宝珠）からなるもので、それぞれが5つの世界（五大思想）を示し、仏教的な宇宙観を表している。

## 概要
仏塔は、古代インドにおいて仏舎利（釈迦の遺骨）を祀るために紀元前3世紀頃から造られ始めたストゥーパに起源をもっている。古代インドのストゥーパは饅頭形（半球形）のものであったが、この形式が中国に伝えられると楼閣建築の形式を取り入れて高層化するようになった。こうした楼閣形の層塔は、朝鮮半島を経て日本へ伝えられた。木造の層塔は日本に多く残っており、中国・朝鮮半島における遺例は極めて少ない。
日本では各地の仏教寺院や神社などに木造の五重塔や三重塔があり、地区のランドマークとなっているものも多い。木造塔のほか石・瓦・鉄製の塔もあり、近代以降は鉄筋コンクリート造の塔もある。多層塔としては他に七重塔、九重塔、十三重塔などがあるが（層の数は奇数にほぼ限定されている）近世以前の木造七重塔・木造九重塔の現存するものはない。奈良県の談山神社には木造十三重塔があるが、これは楼閣形の層塔ではなく、二重から十三重までの屋根は密に重なっていて、屋根と屋根の間にはほとんど空間がない簷塔（えんとう）である。
中国の層塔は最上階まで登れるものが多いのに対し、日本の木造五重塔は現代の感覚で言う五階建ではなく、二重目以上の塔内部は軒を支えるために複雑に木組みがなされており、一般参詣者は上層に登ることはできないのが普通である。現在では宗教と関係なく建てられた観光用のものもある。

## 代表的な五重塔

### 国宝
- 羽黒山 （山形県鶴岡市、旧滝水寺） - 南北朝時代（1372年（南朝：文中元年、北朝：応安5年）相輪上）、29.4m
- 東寺（教王護国寺） （京都府京都市南区） - 江戸時代（1644年（正保元年）入仏）、54.8m（近世以前では日本一の高さ）
- 醍醐寺 （京都府京都市） - 平安時代（951年（天暦5年）竣工）、38.2m　京都府下最古の木造建築
- 海住山寺 （京都府木津川市） - 鎌倉時代（1214年（建保2年）仏舎利納入）、17.7m
- 法隆寺 （奈良県生駒郡斑鳩町） - 奈良時代（7世紀末～8世紀初）、31.5m　法隆寺として世界遺産　世界最古の木造五重塔
- 興福寺 （奈良県奈良市） - 室町時代（1426年（応永33年）上棟）、50.8m　5回の焼失・再建
- 室生寺 （奈良県宇陀市） - 奈良時代末～平安時代初期、16.1m 　(屋外に建つ五重塔では日本一低い)
- 明王院 （広島県福山市） - 　南北朝時代（1348年（南朝：正平3年、北朝：貞和4年）相輪鋳造）高さ29.14m
- 瑠璃光寺 （山口県山口市、旧香積寺） - 室町時代（1442年（嘉吉2年）五重組上）、31.2m
- 元興寺 （奈良県奈良市） - 五重小塔、高さ5.5メートル、当初より屋内設置（建造物として国宝指定）
- 海龍王寺 （奈良県奈良市） - 五重小塔、4メートル、当初より屋内設置（建造物として国宝指定）

### 重要文化財
- 最勝院 （青森県弘前市） -  江戸時代（1667年（寛文7年）相輪鋳造）
- 日光東照宮 （栃木県日光市） - 江戸時代（1818年（文政元年）上棟）、心柱懸垂式の構造
- 法華経寺 （千葉県市川市） - 江戸時代（1622年（元和8年）相輪鋳造）、心柱懸垂式の構造、約30ｍ(98尺)
- 旧寛永寺 （東京都台東区、旧上野東照宮） - 江戸時代（1639年（寛永16年）相輪鋳造）、36.4m　上野動物園の構内
- 池上本門寺 （東京都大田区池上） - 江戸時代（1607年（慶長12年）相輪鋳造）、31.8m
- 妙宣寺 （新潟県佐渡市） - 江戸時代（1825年（文政8年））、24.1m
- 興正寺 （愛知県名古屋市） - 江戸時代（1808年（文化5年）入仏）、30m
- 妙成寺 （石川県羽咋市） - 江戸時代（1618年（元和4年））
- 大石寺 （静岡県富士宮市） - 江戸時代（1749年（寛延2年））、34m - 五重塔 (大石寺)参照
- 法観寺 （京都府京都市） - 室町時代（1440年（永享12年）建立供養）、38.8m　通称「八坂の塔」
- 仁和寺 （京都府京都市） - 江戸時代（1644年（正保元年）屋根土居葺）、36.2m
- 厳島神社 （広島県廿日市市） - 室町時代（1407年（応永14年））
- 備中国分寺 （岡山県総社市） - 江戸時代（1835年（天保6年）上棟入仏）、34.3m
- 東寺（教王護国寺） （京都府京都市南区） - 鎌倉時代（1240年（仁治元年））、五重小塔、161cm

（※石造五重塔は割愛）

### 市町村指定
- 霊光院五重小塔　山口県岩屋山地蔵院蔵。天満宮境内に1822年、五重塔建立が計画された。棟梁松屋喜右衛門がこの雛形を製作するが、一揆により中断し建立されなかった。

## 近・現代の塔

### 明治･大正時代
- 善宝寺 （山形県鶴岡市） - 1883年（明治16年）、38m、木造。2015年（平成27年）に登録有形文化財に登録された[1]。
- 善通寺 （香川県善通寺市、重要文化財） - 1884年（明治17年）、45m、木造としては屈指の高塔。明治以降の五重塔では初めて重要文化財に指定された。
- 龍口寺 （神奈川県藤沢市、市指定有形文化財[2]） - 1910年（明治43年）、木造、竹中工務店。
- 本山寺 （香川県三豊市） - 1910年（明治43年）、木造

### 昭和・平成時代

#### 純木造
- 長谷寺（奈良県桜井市）- 1954年（昭和29年）、21m、木造
- 志度寺（香川県さぬき市）- 1975年（昭和50年）、33m、総檜造
- 竹林寺（高知県高知市）- 1980年（昭和55年）、31m、総檜造、彩色、純和様
- 福泉寺（岩手県遠野市） - 1990年（平成2年）、宮大工菊池恭二作、26m
- 蓮華院誕生寺 （熊本県玉名市）- 1997年（平成9年）、33m、瓦葺。内陣は本尊皇円菩薩を中心にチベット曼荼羅で荘厳されている
- 成相寺（京都府宮津市）- 1998年（平成10年）、33m、木造
- 青龍寺（青森県青森市）- 1998年（平成10年）、宮大工大室勝四郎作、39m
- 孝勝寺（宮城県仙台市）- 2003年（平成5年）、木造、32m
- 伝乗寺（東京都世田谷区）- 2005年（平成17年）、15m、木造
- 久遠寺（山梨県身延町）- 2008年（平成20年）、39m、木造、初代（1619年建立）から数えて3代目の塔。
- 円福寺（千葉県銚子市）- 2009年（平成21年）、木造、33.55m
- 東長寺（福岡県福岡市）- 2011年（平成23年）、25.9m、総檜造、彩色、純和様
- 法然寺（香川県高松市）- 2011年（平成23年）、25.04m、木造、構想は江戸時代からあり
- 願昭寺（大阪府富田林市）- 2011年（平成23年）、37m、木造
- 中山寺（兵庫県宝塚市） - 2016年（平成28年）、28.266m、木造

#### 非純木造
- 四天王寺（大阪府大阪市天王寺区）- 1959年（昭和34年）、39m、鉄筋コンクリート、初代（593年建立）から数えて8代目の塔
- 新倉山浅間公園（山梨県富士吉田市）- 1962年（昭和37年）、19.5m、鉄筋コンクリート、仏塔ではなく忠霊塔
- 浅草寺（東京都台東区）- 1973年（昭和48年）、53.3m、塔院造り、鉄筋コンクリート、江戸時代建立の五重塔は浮世絵にも描かれ「江戸四塔」の一つとして親しまれたが、1945年の東京大空襲により焼失した。
- 金剛寺（高幡不動尊）（東京都日野市）- 1980年（昭和55年）、45m、鉄筋コンクリート
- 平間寺 (川崎大師)（神奈川県川崎市）- 1984年(昭和59年)の吉例大開帳・弘法大師1150年御遠忌を記念し落慶。八角五重塔、高さ31.5ｍ。
- 香林寺（神奈川県川崎市）- 1987年（昭和62年）、躯体は鉄骨鉄筋コンクリート造りで周囲を総檜造り
- 清大寺（福井県勝山市）- 1987年（昭和62年）、75m、鉄筋コンクリート、エレベータ付き
- 本土寺（千葉県松戸市）- 1991年（平成3年）、GRC(耐アルカリガラス繊維強化セメント)工法、約18m
- 長楽寺（兵庫県香美町）- 1992年（平成4年）、70m、鉄筋コンクリート
- 圓満寺（兵庫県播磨町）- 1993年（平成5年）、42m、鉄筋コンクリート

#### 五重小塔
- 諏訪大社五重塔　昭和43年（1968年）
- 北山本門寺五重塔

## 部分が残っている五重塔
- 聖寿寺地蔵堂 - 初層部分を仏堂に転用して現存。
- 天寧寺三重塔 - 上部を欠き三重塔として現存。

## 現存していない五重塔

### 著名な塔跡
- 元興寺 - 奈良時代に建てられた高さ72.7m[要出典]の五重塔があったが、江戸末期の安政6年（1859年）に焼失した。
- 唐招提寺 - 弘仁元年（810年）に建てられた東塔があったが、享和2年（1802年）に落雷で焼失した。
- 橘寺 - 落雷で焼失した塔跡がのこる。
- 道明寺天満宮 - 天正3年（1575年）、織田信長の高屋城の戦いにより焼失。礎石が残る。
- 天妙国寺 - 元禄の大火で焼失した塔跡がのこる。
- 谷中天王寺 - 1791年に再建された「谷中の五重塔」があったが、1957年に谷中五重塔放火心中事件で焼失した。
- 久能山東照宮 - 1636年（寛永13年）建立の塔があったが、1873年（明治6年）破却された。高さは29.3ｍと言う。
- 本門寺 - 火災で焼失した塔跡がのこる。

### その他
- 妙顕寺 - 天明の大火で焼失。
- 本圀寺 - 天明の大火で焼失。
- 上諏訪神社 - 神仏分離で破却。
- 大鳥大社 - 神仏分離で破却。
- 大須観音 - 明治25年（1892年）に火災で焼失。
- 薬王寺 - 享保5年（1720年）に火災で焼失。
- 應物寺 - 大正2年（1912年）に台風で倒壊。屋外五重塔としては日本最小であった。
- 増上寺 - 浅草寺五重塔（戦後位置を変えて再建）などと共に東京大空襲で焼失。
- 藻原寺 - 現存しないが江戸時代の絵図から祖師堂とともに存在が確認できる。

## 日本以外
- 法往寺捌相殿　韓国俗離山　1626年再建　22m　韓国では現存最古で唯一の木造五重塔（国宝）
- 仏宮寺釈迦塔　中国山西省　1056年　67m　外観は5層にもみえるが内部は9層　世界で最大最古の八角木塔

## 五重塔の耐震性について
五重塔の耐震構造である「柔構造」は近年、日本はもちろん世界の超高層建築に採用されている。しかし、日本古来の五重塔が耐震性が高いとする根拠は歴史上地震により倒壊した例がこれまでなかったためで、現状では結果論の域を出ておらず、建設時に意図的に柔構造に設計されたかも定かではない。むしろ、仏舎利塔という五重塔の役割を考えればその構造は宗教的な意味合いが第一に意図され柔構造は副次的な産物である可能性が高いと思われる。実際、法隆寺等の古い五重塔では腐食が確実であるにもかかわらず心柱のみ地面に埋没させる掘立柱としたり、城郭建築等と異なり貫柱等を一切通さないなど、建築構造としては合理性を欠いている。
五重塔の耐震性においてキーワードとなっているのが「心柱」であるが、五重塔は建築構造としては心柱に全く依存していない。また、内部空間の利用が考慮されていないため、構造材の密度が高く一般的な建築と比べて強固な建築となっている。実際、現在の法隆寺五重塔は心柱が腐食して地面に接していないことからもわかるように、建築構造としては心柱が存在しなくても問題なく成立する。なお、耐震性が高い理由は以下のような説がある。
- 心柱振動吸収説

近年まで五重塔の中心を貫く心柱が地面や下層の床に固定されないため、これが各層の揺れを吸収する「心柱振動吸収説」が有力な説となっていた。しかし、このような構造は江戸時代以降の構法であり、それ以前の五重塔についてはこの説では説明することができない。懸垂式の心柱にしても、接地面にズレ止めの太枘が施設されてあり、振り子としての制震作用には疑問の余地が残る。
- 閂（かんぬき）説

心柱が扉を固定する「閂」のように揺れを拘束する役割を持つという説。この場合、心柱が周囲の部材と接触し逆に部材を破壊する要素ともなり得るため、制震方向のみに作用させるには極めて高度な設計が必要であり、どちらに作用するかは実際には運次第である。
耐震性に関しては、未だ解明されていない部分が多いが、近年には工学的に解明するため、建築構造研究者のグループ「五重塔を揺らす会」を中心にして5分の1模型による振動実験が行われ、2006年には心柱の有無による比較実験が行われた。その結果、阪神・淡路大震災クラスの揺れでは心柱は塔の変形や揺れを抑制する効果が見られるものの、閂効果は現れず、心柱の有無にかかわらず耐震性は極めて高いことが明らかとなった。ただし、阪神・淡路大震災を超える地震で心柱が閂効果を発揮するかは不明である。また、五重塔の耐震性が高い最大の理由は「高層」であることで、固有の周期が長くゆっくりと揺れるため、地震の周期と合致しにくいことがわかった。
なお、東京スカイツリーを設計した日建設計はこの制震システムの形や構成が「五重塔心柱」に似ているので五重塔になぞらえて、「心柱制振」と呼んだが、マスコミにより五重塔の技術が応用されたかのように報道された。しかし、上述の通り、五重塔の耐震性は未解明の部分が多く、技術的に利用することはできず、実際には「質量付加機構」という現代の制振技術を応用したものである。

## 心柱構造の種類
五重塔の心柱構造は時代により変遷があり、概ね以下のように分類される。
- 掘立式　地面に埋設して心柱を立てる。法隆寺など。最も古い形式。
- 礎石式　礎石の上に心柱を立てる。薬師寺東塔、醍醐寺など
- 一層以上　途中の階から心柱を立てる。　明王院、海住山寺など。
- 懸垂式　塔から心柱を鎖でつないて宙吊りにする。日光東照宮など。江戸時代以降に作られる。

## その他
- 明治の作家幸田露伴の代表作として、五重塔建立に一身を捧げる大工十兵衛の姿を描いた小説『五重塔』がある。舞台は谷中天王寺の五重塔（通称、谷中の五重塔）をモデルとしている。この五重塔は関東大震災や東京空襲にも無事だったが、昭和32年7月に放火心中によって焼失した。
- ブルース・リー主演の死亡遊戯は五重塔に各階に敵がおり戦って登っていくというプロットの元作成された。
- 多肉植物（サボテンやアロエなど）の仲間で、ユリ科ハオルチア属にゴジュウノトウ（五重塔）という植物がある。

## ギャラリー（国宝）

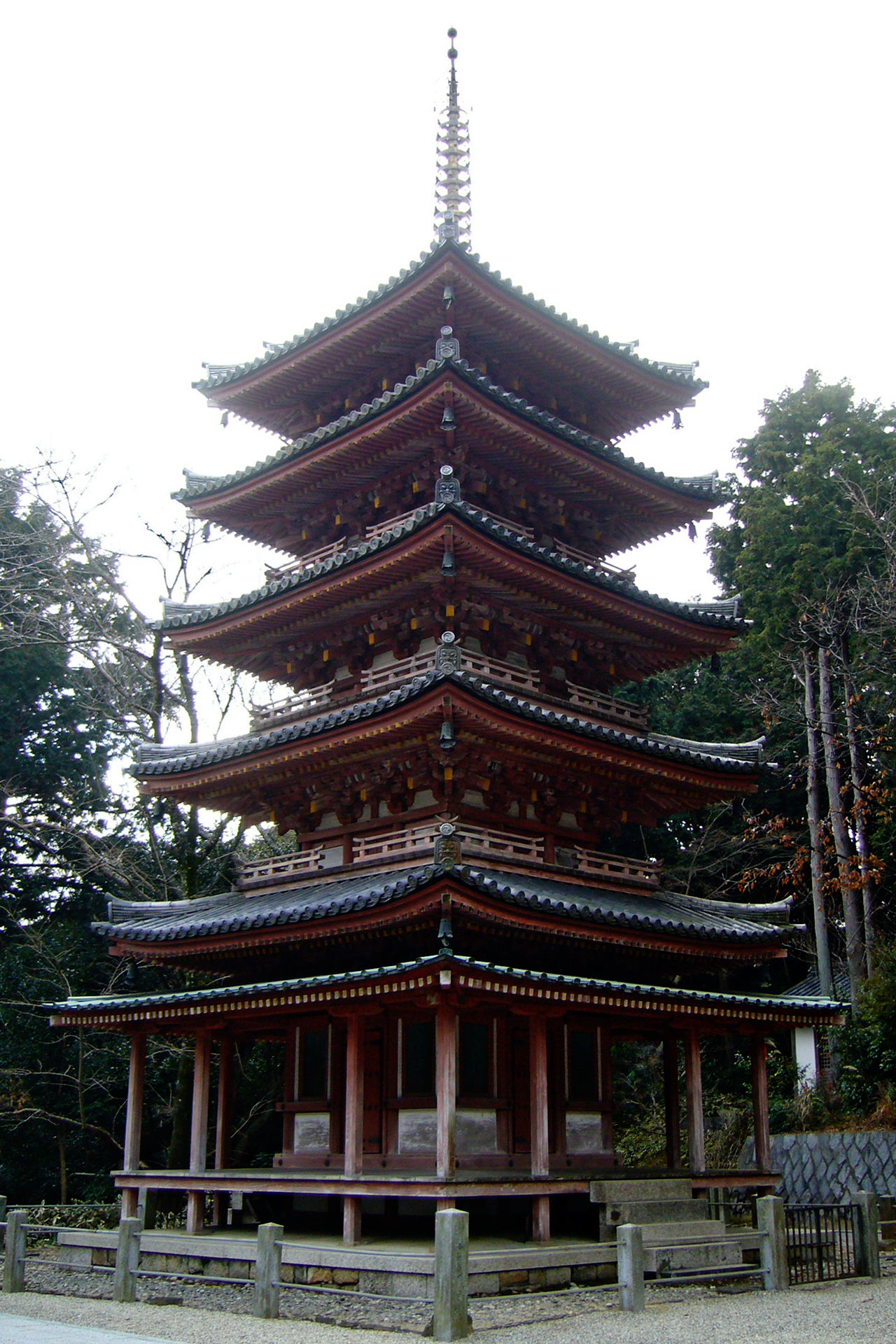
海住山寺塔（京都府）
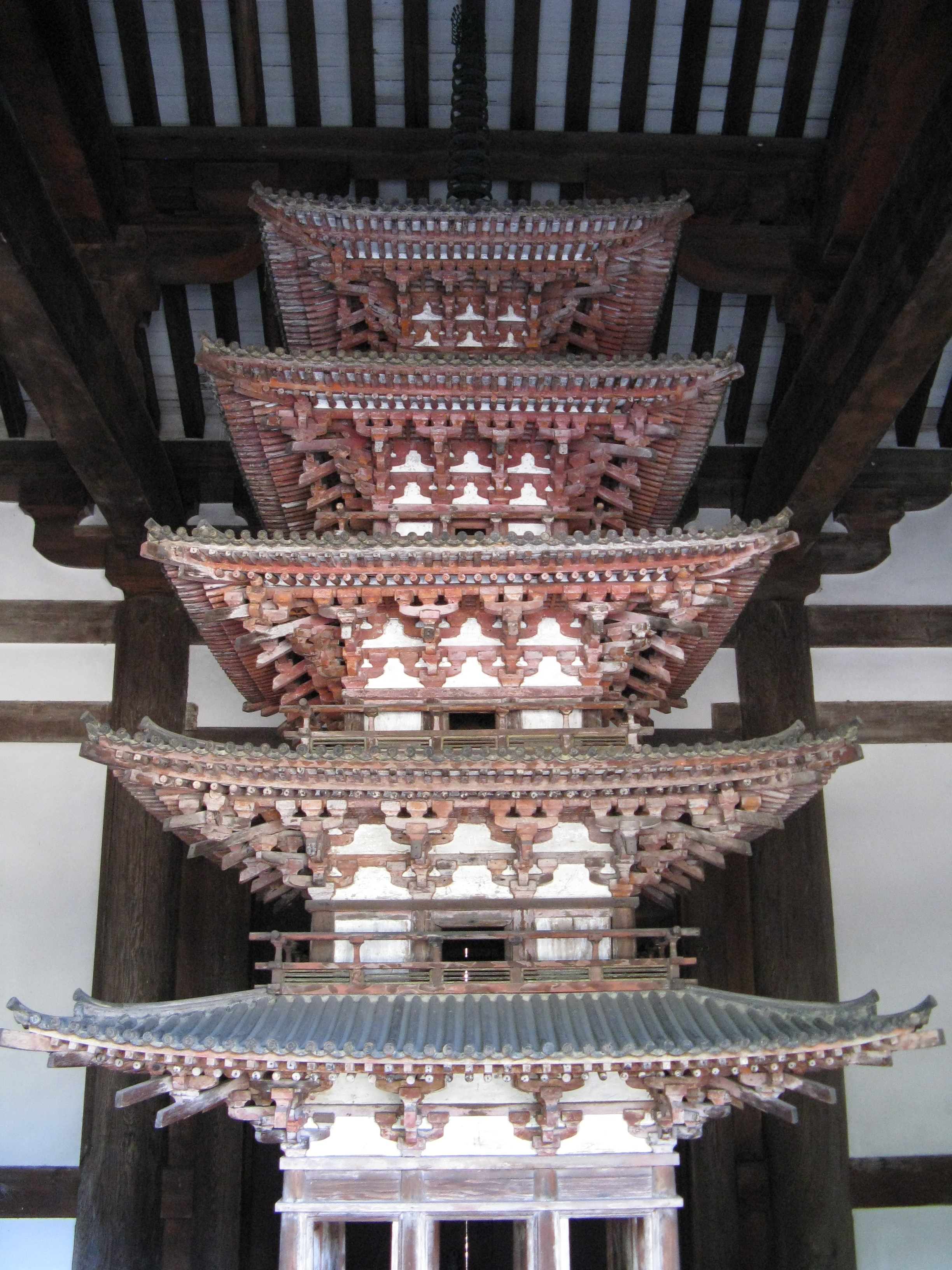
海龍王寺小塔（奈良県）
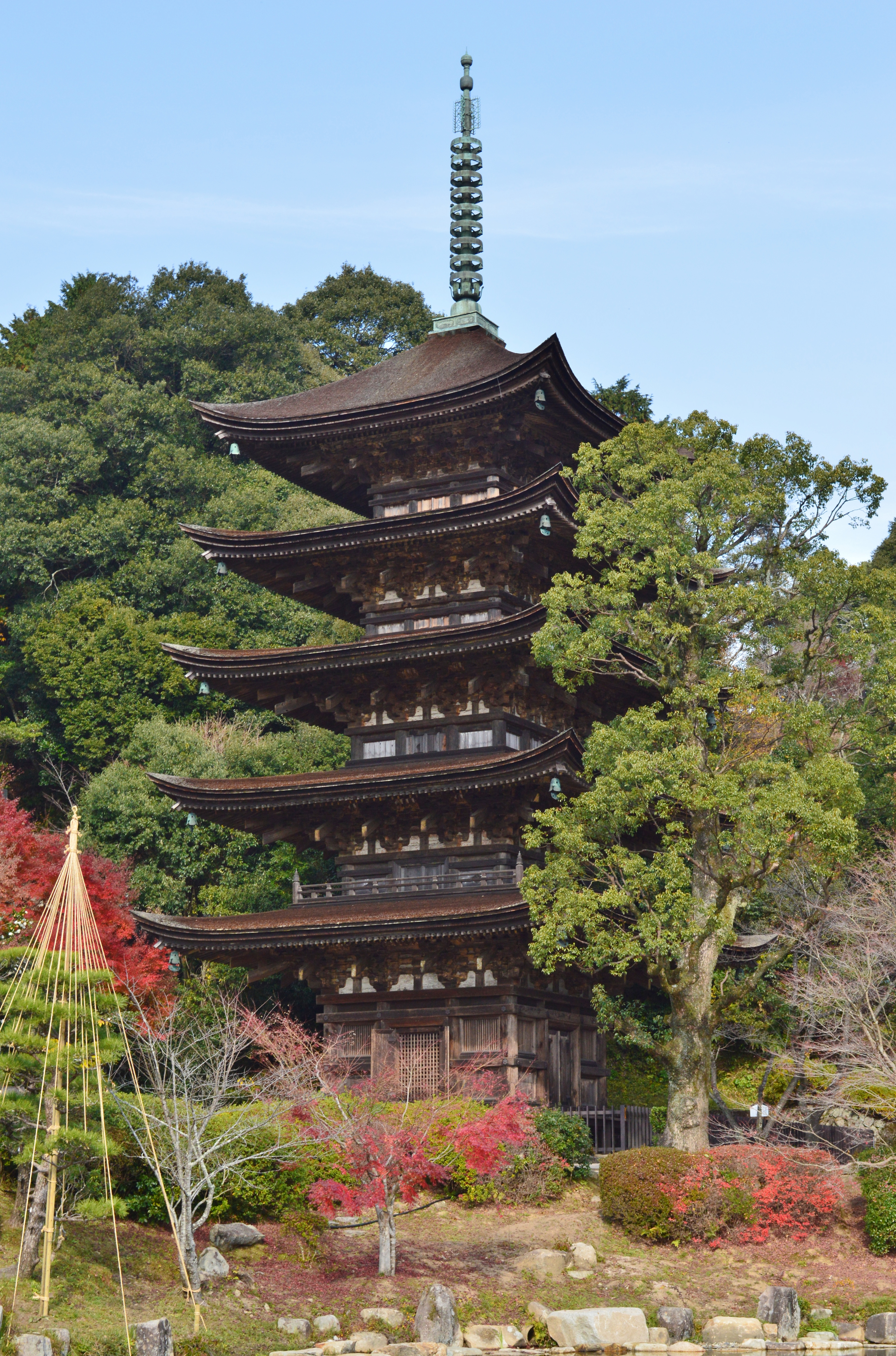
瑠璃光寺塔（山口県）

## ギャラリー（重要文化財）

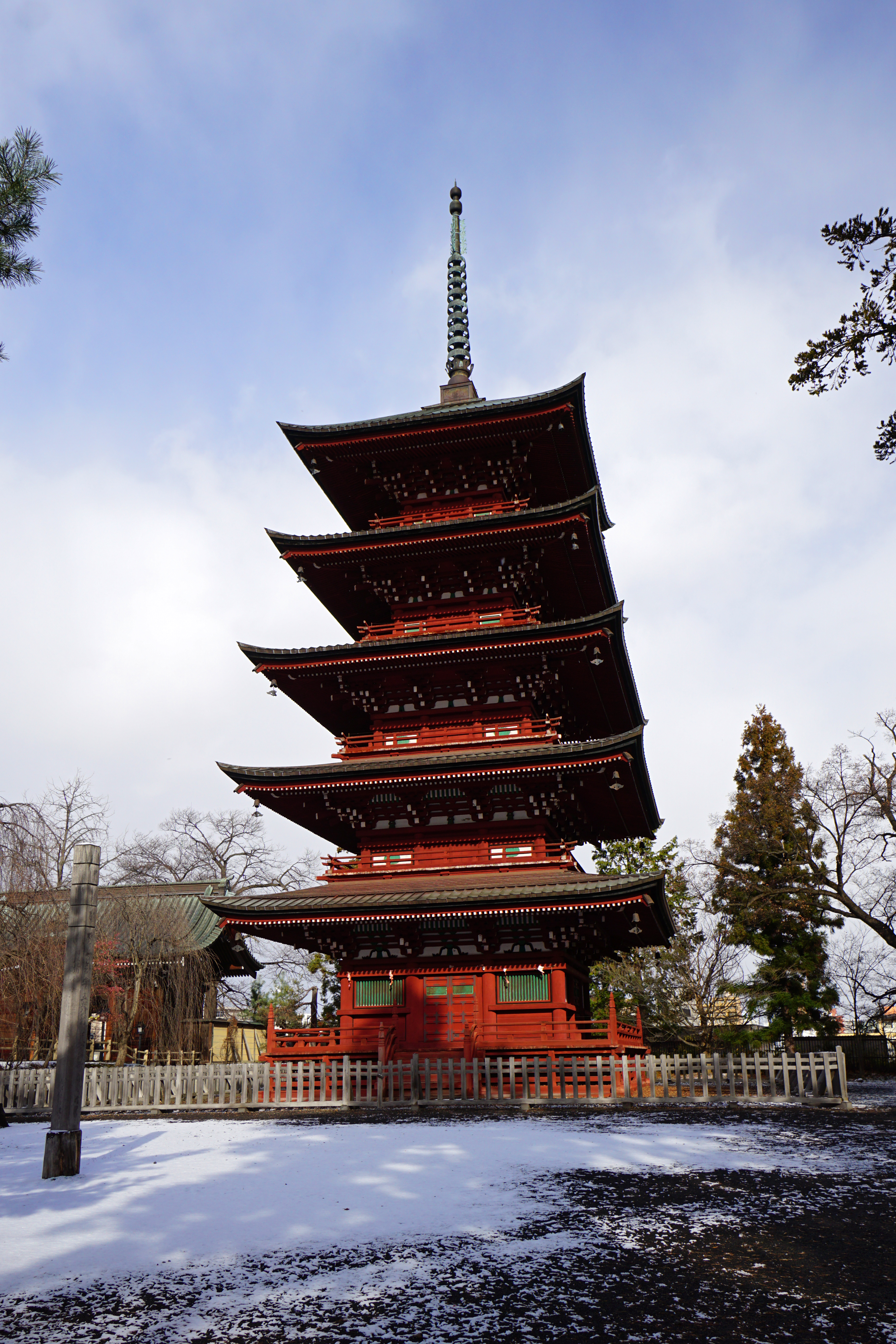
最勝院塔（青森県）
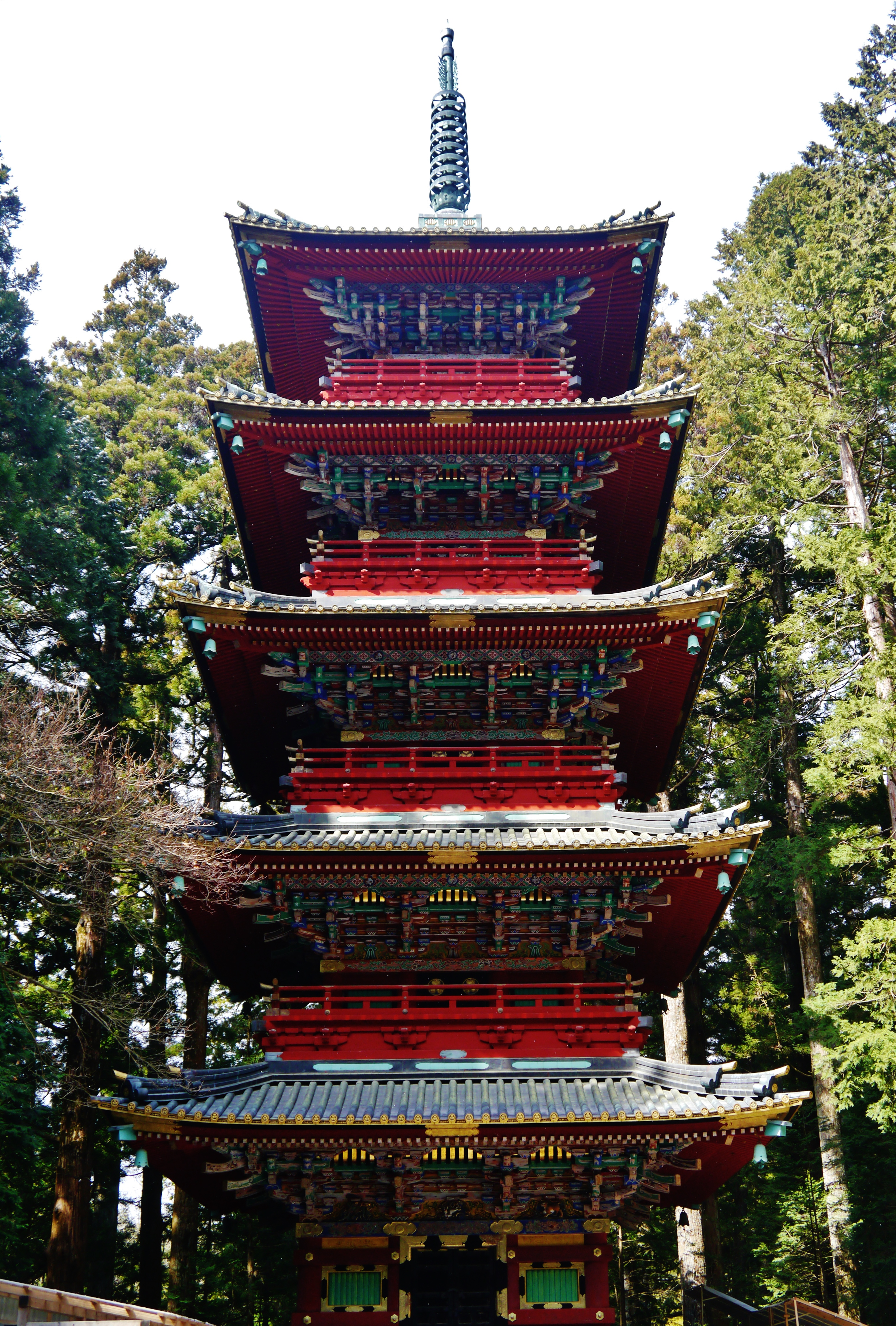
日光東照宮塔（栃木県）
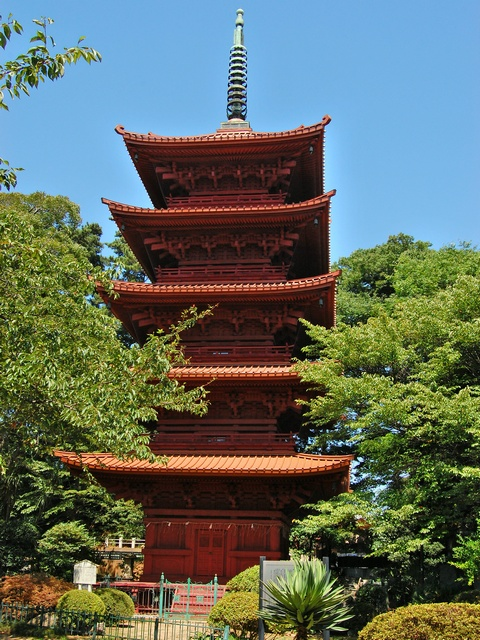
法華経寺塔（千葉県）
池上本門寺塔（東京都）
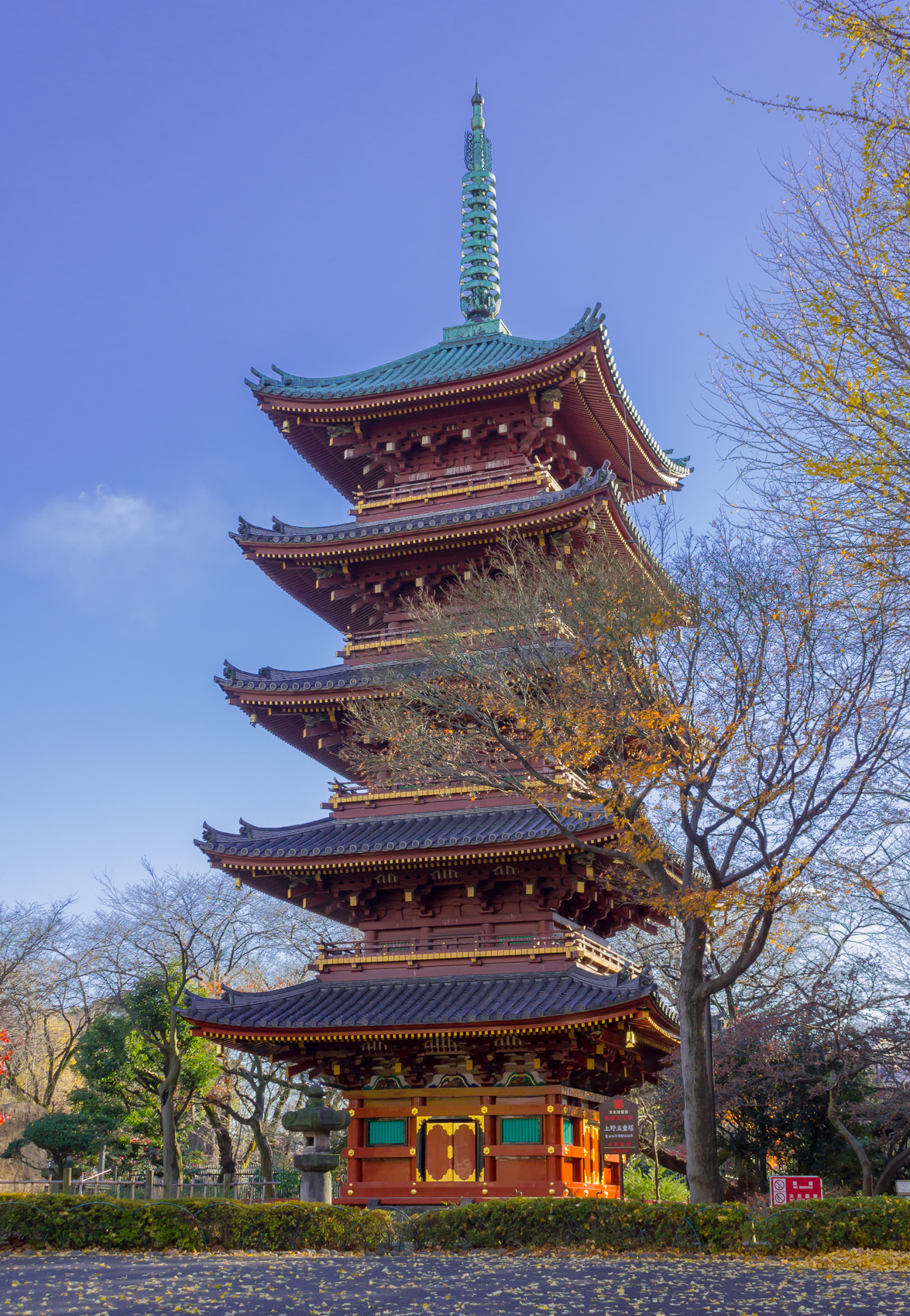
旧寛永寺塔（東京都）
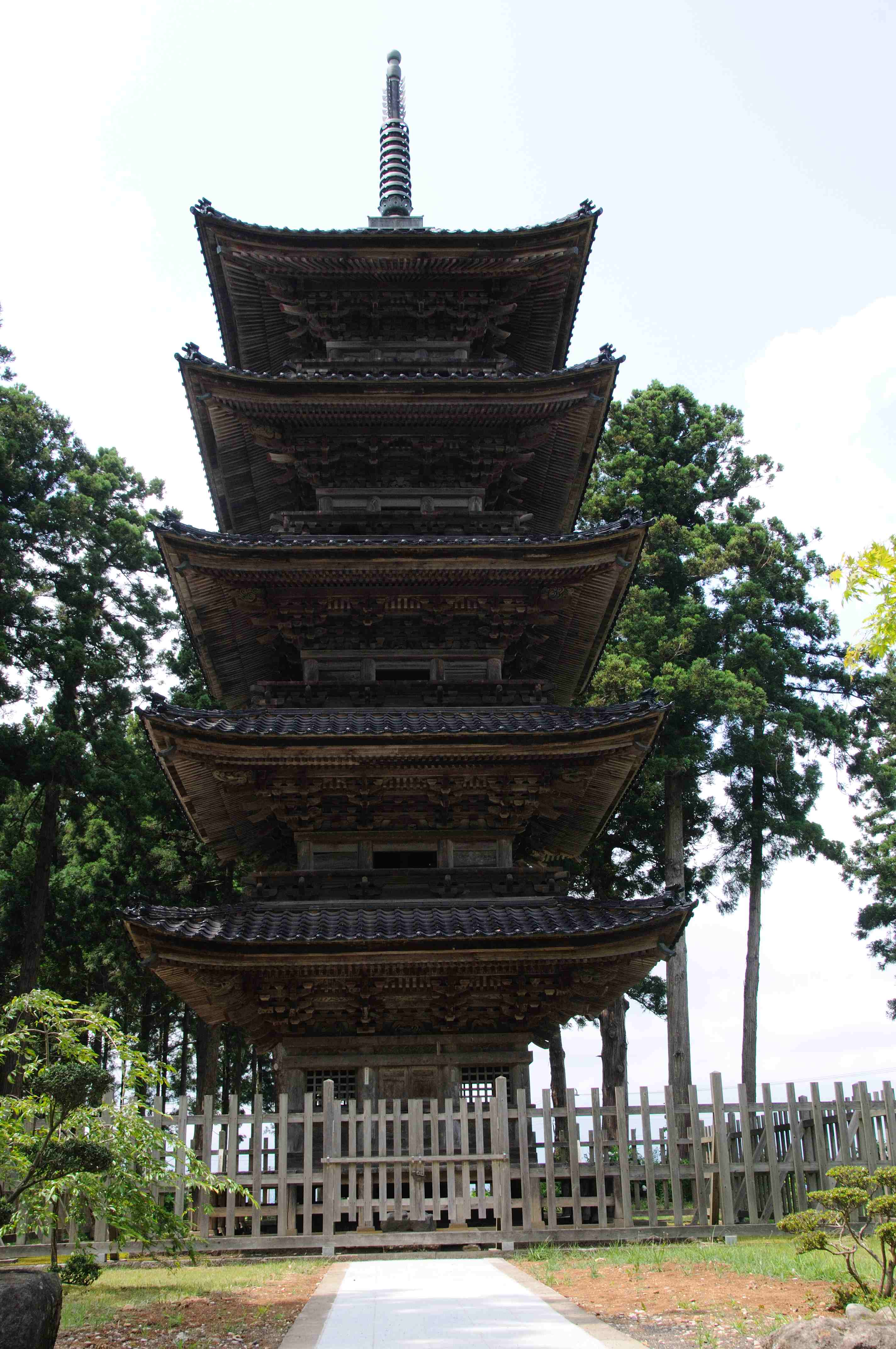
妙宣寺塔（新潟県佐渡）
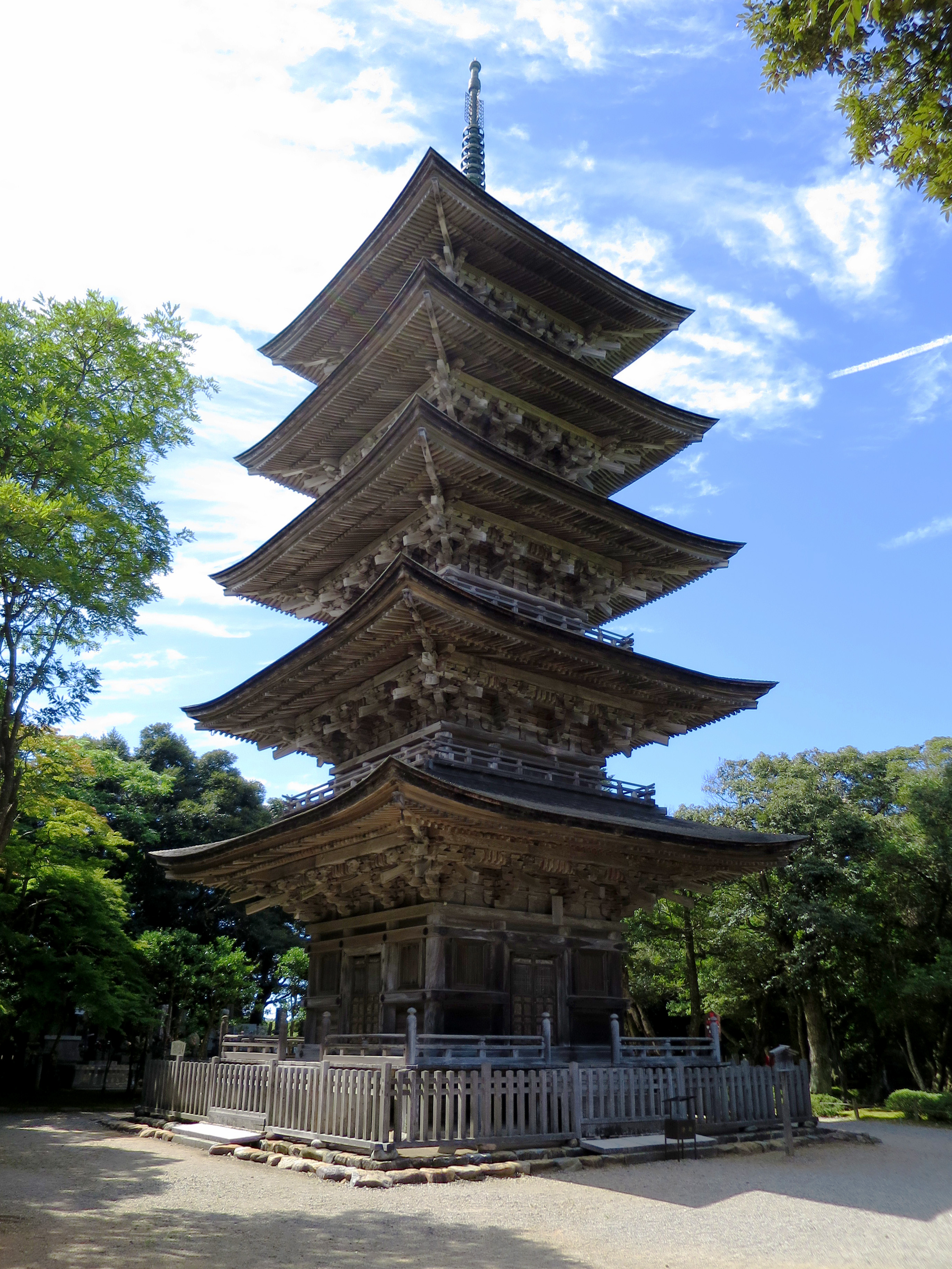
妙成寺塔（石川県）
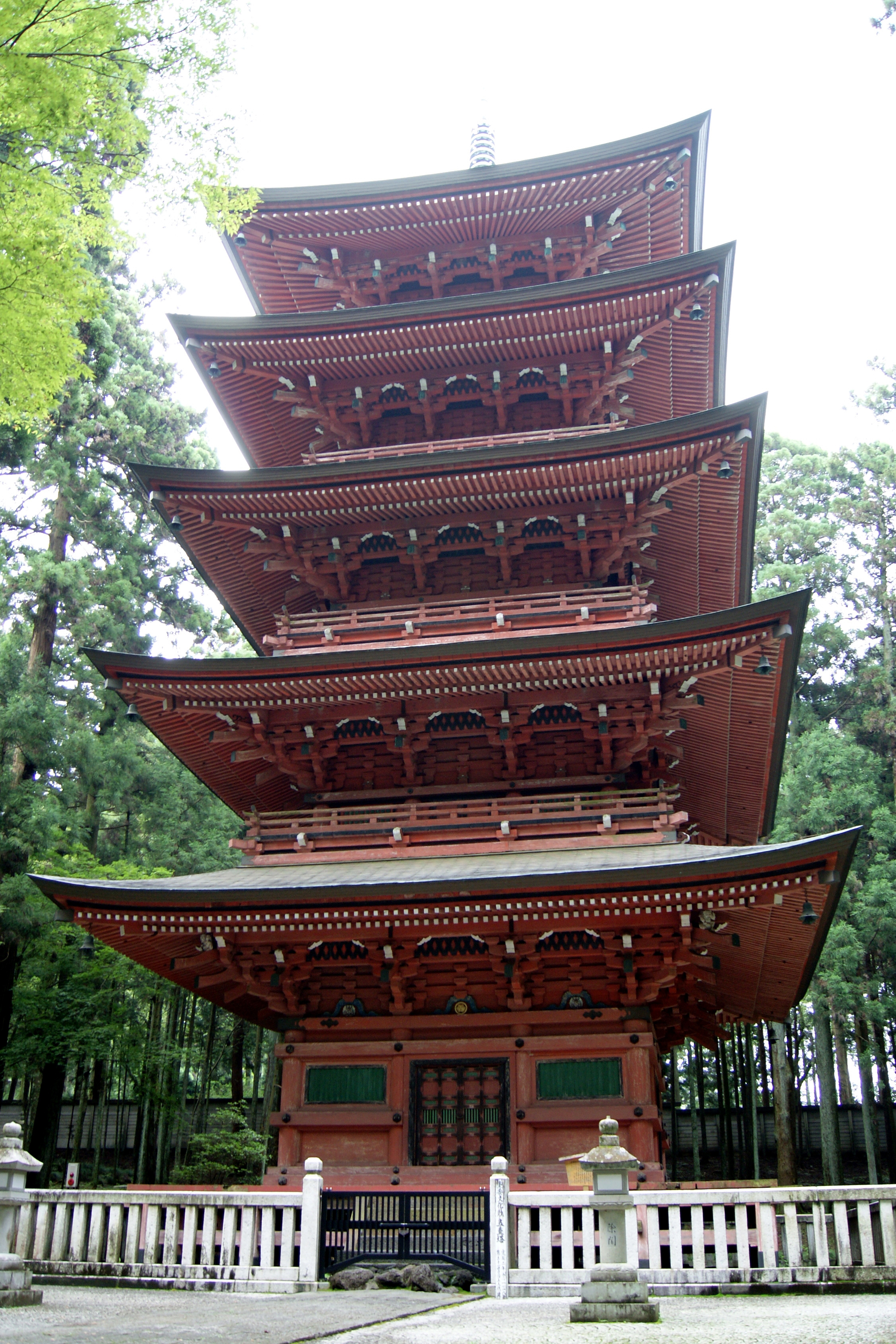
大石寺塔（静岡県）
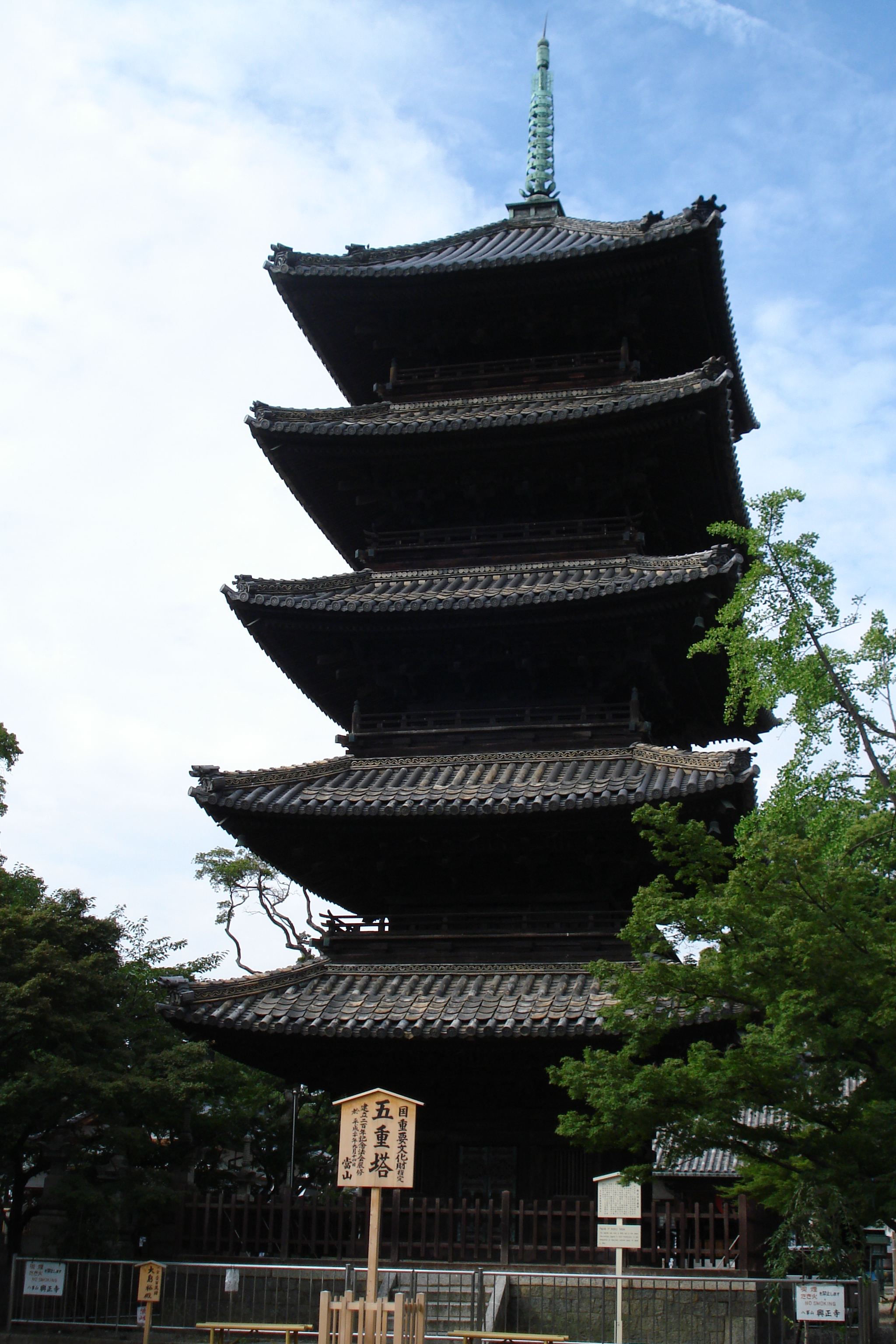
興正寺塔（愛知県）
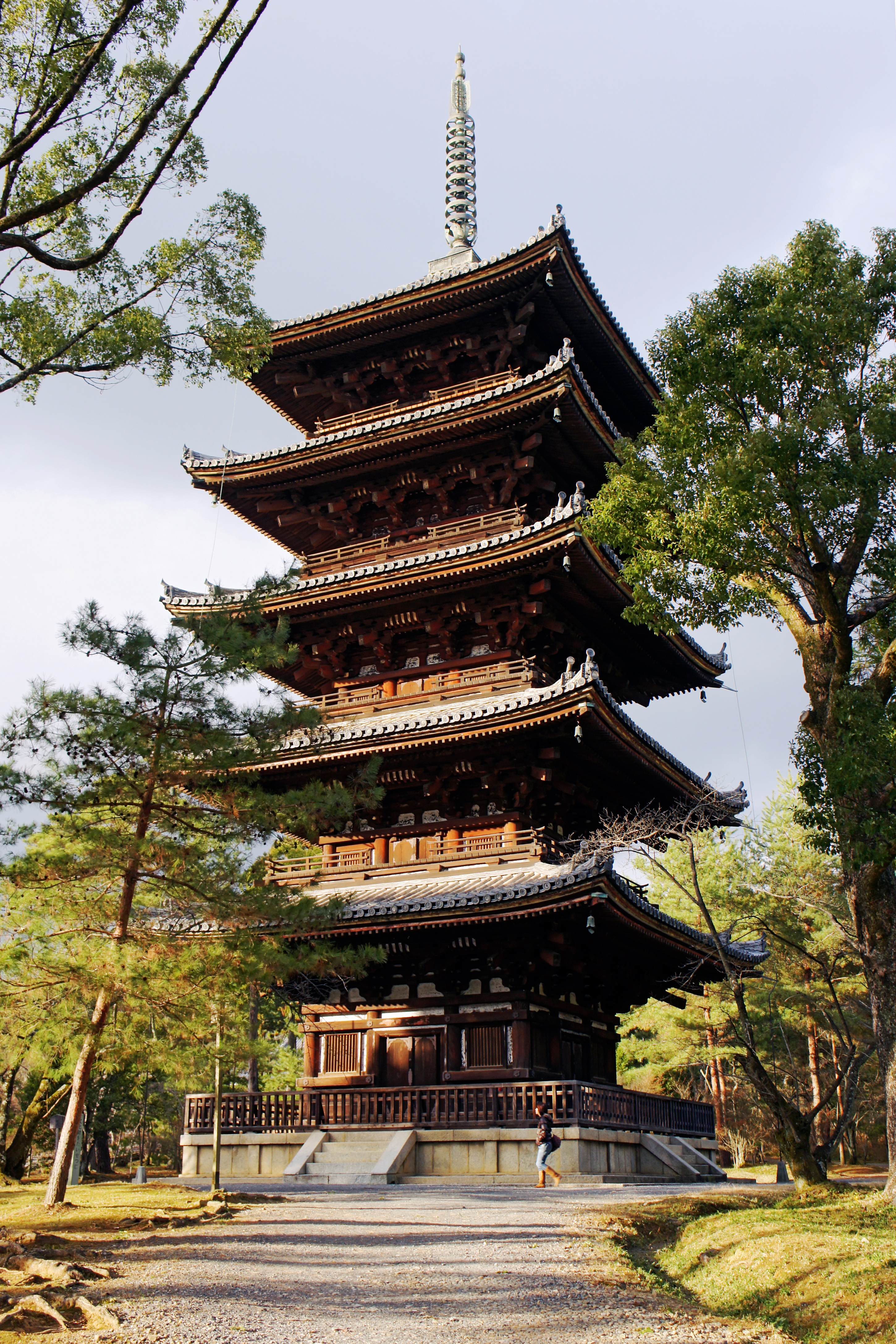
仁和寺塔（京都府）
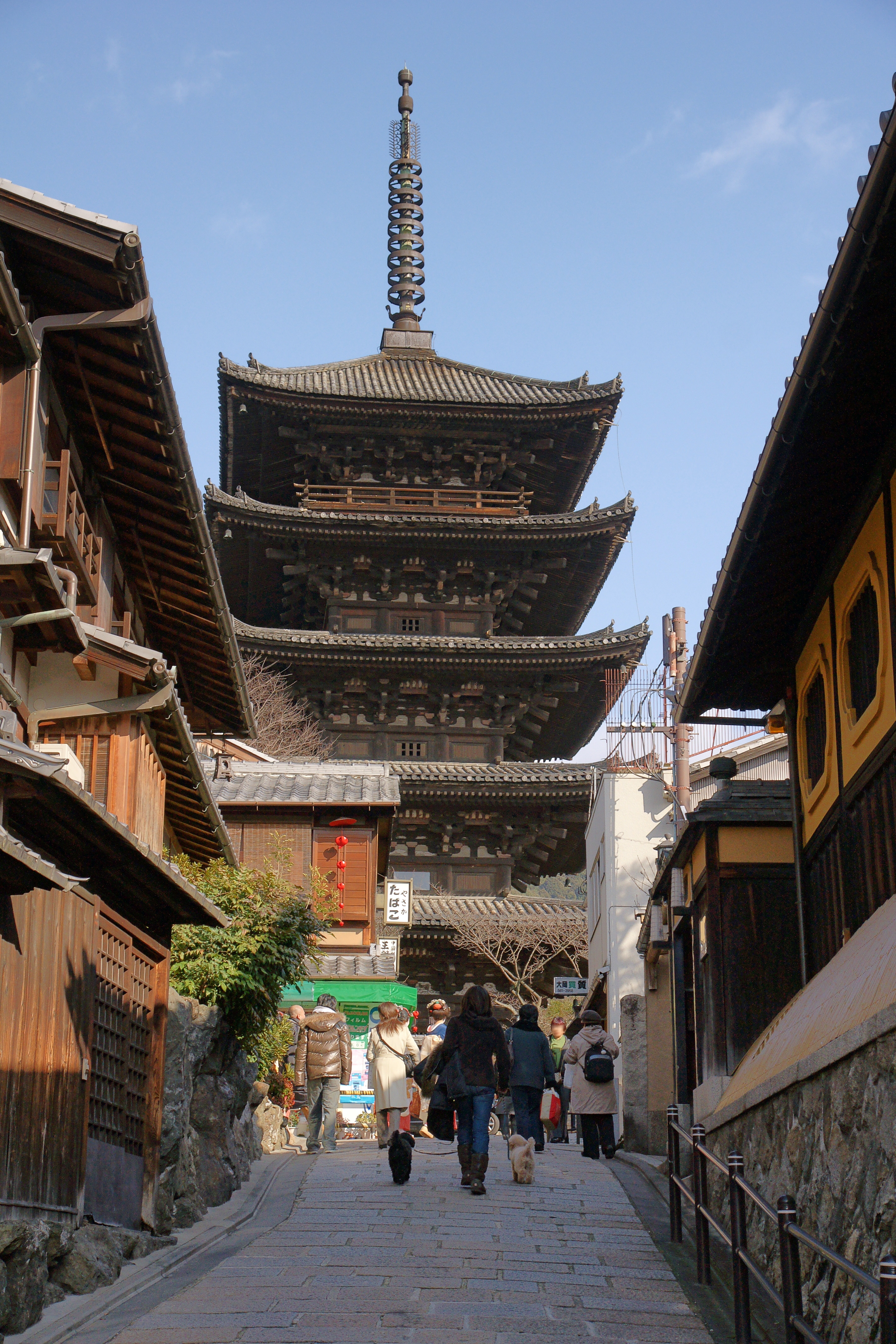
法観寺塔（八坂の塔、京都府）
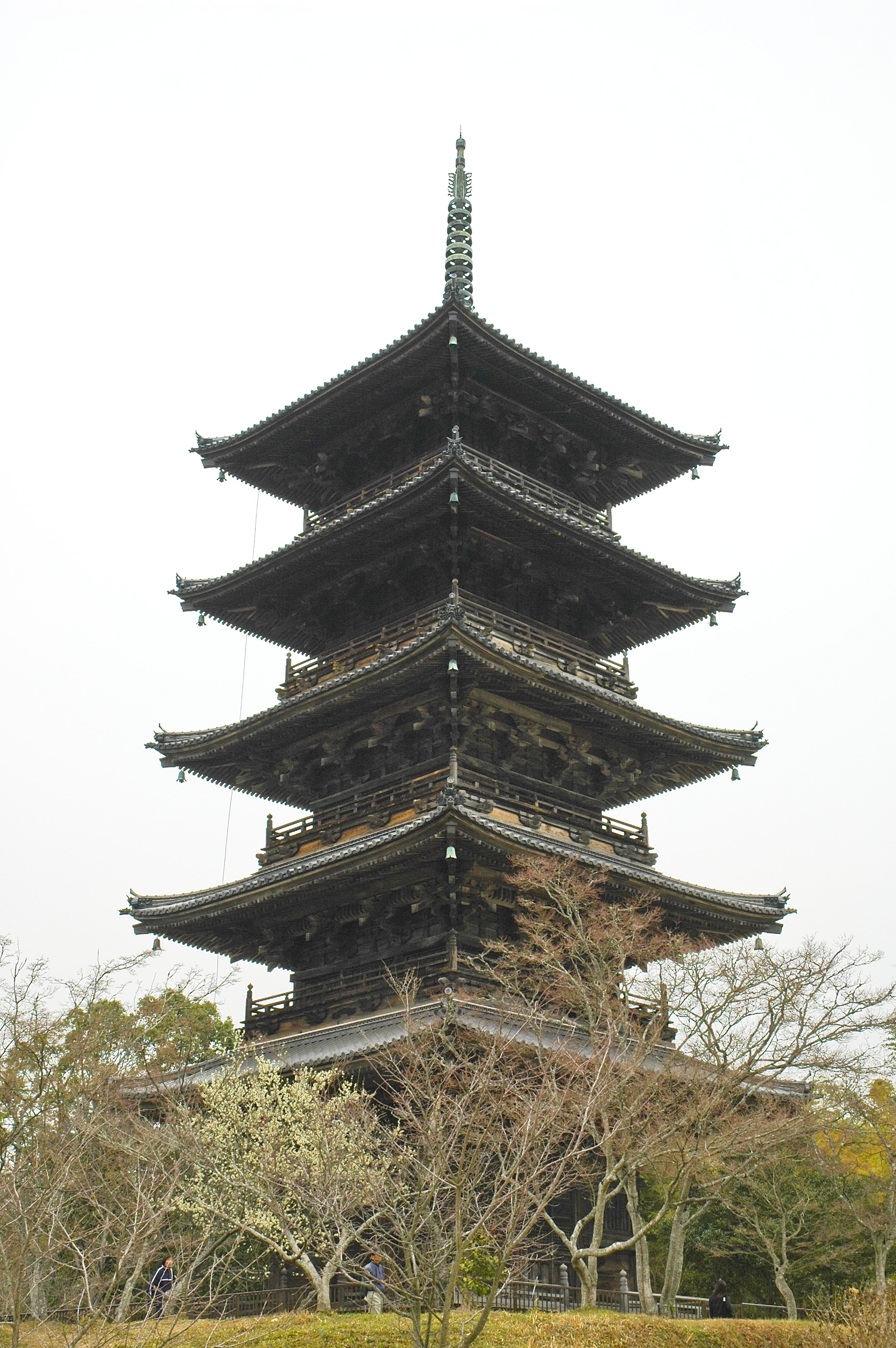
備中国分寺塔（岡山県）
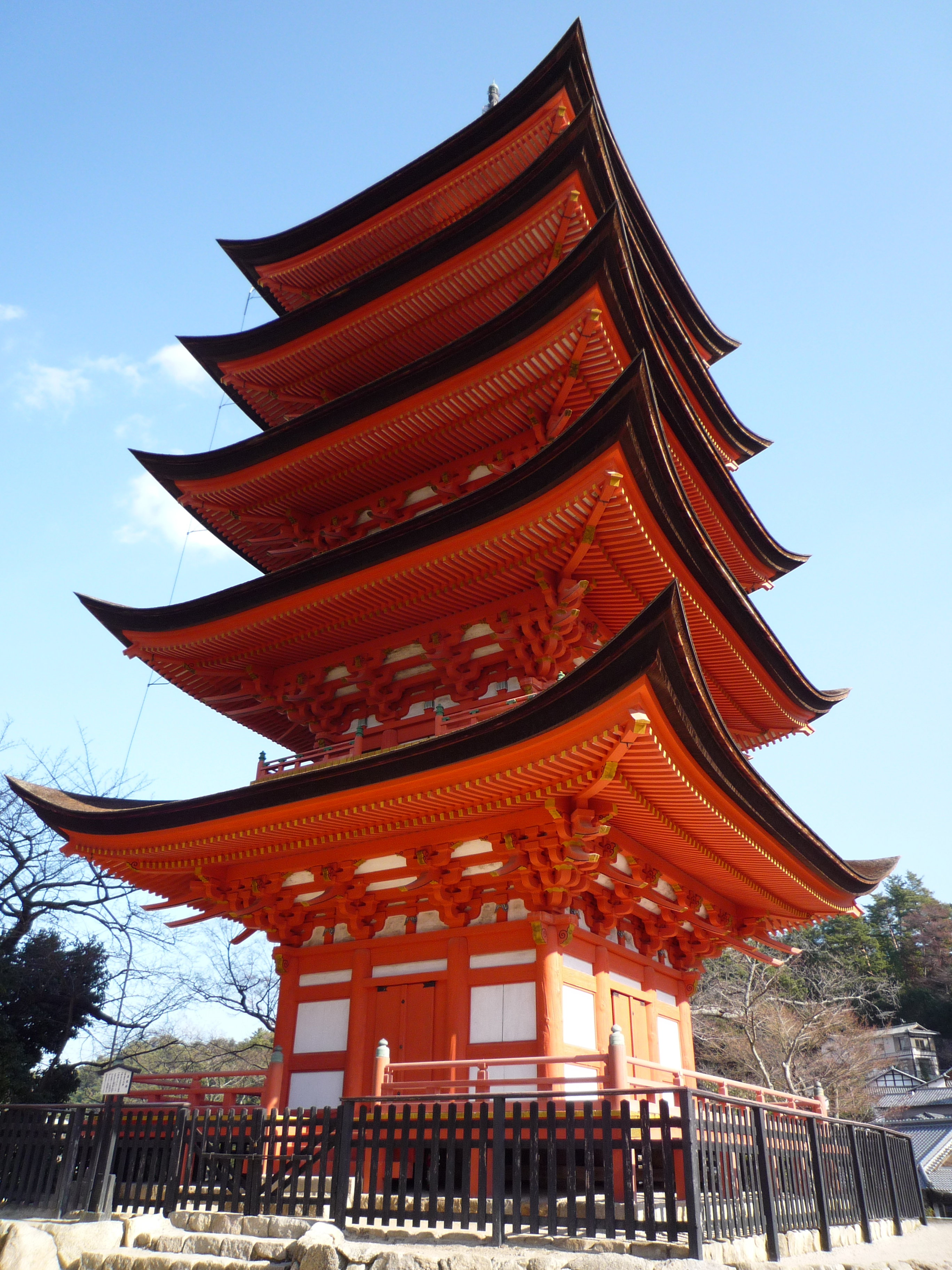
厳島神社塔（広島県）

## ギャラリー（近代以降の塔、および日本国外）

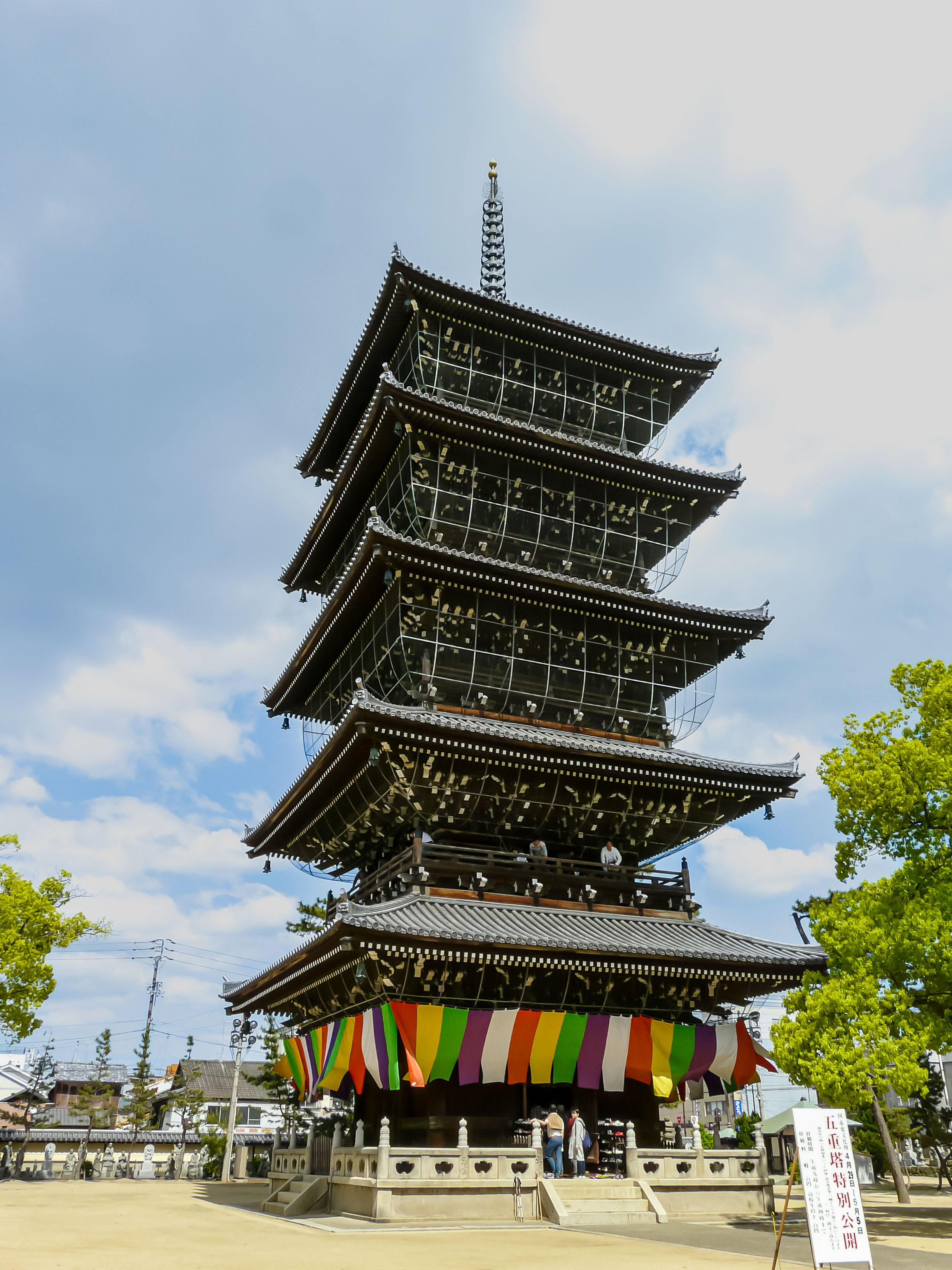
善通寺塔 （1884年、重要文化財、香川県）
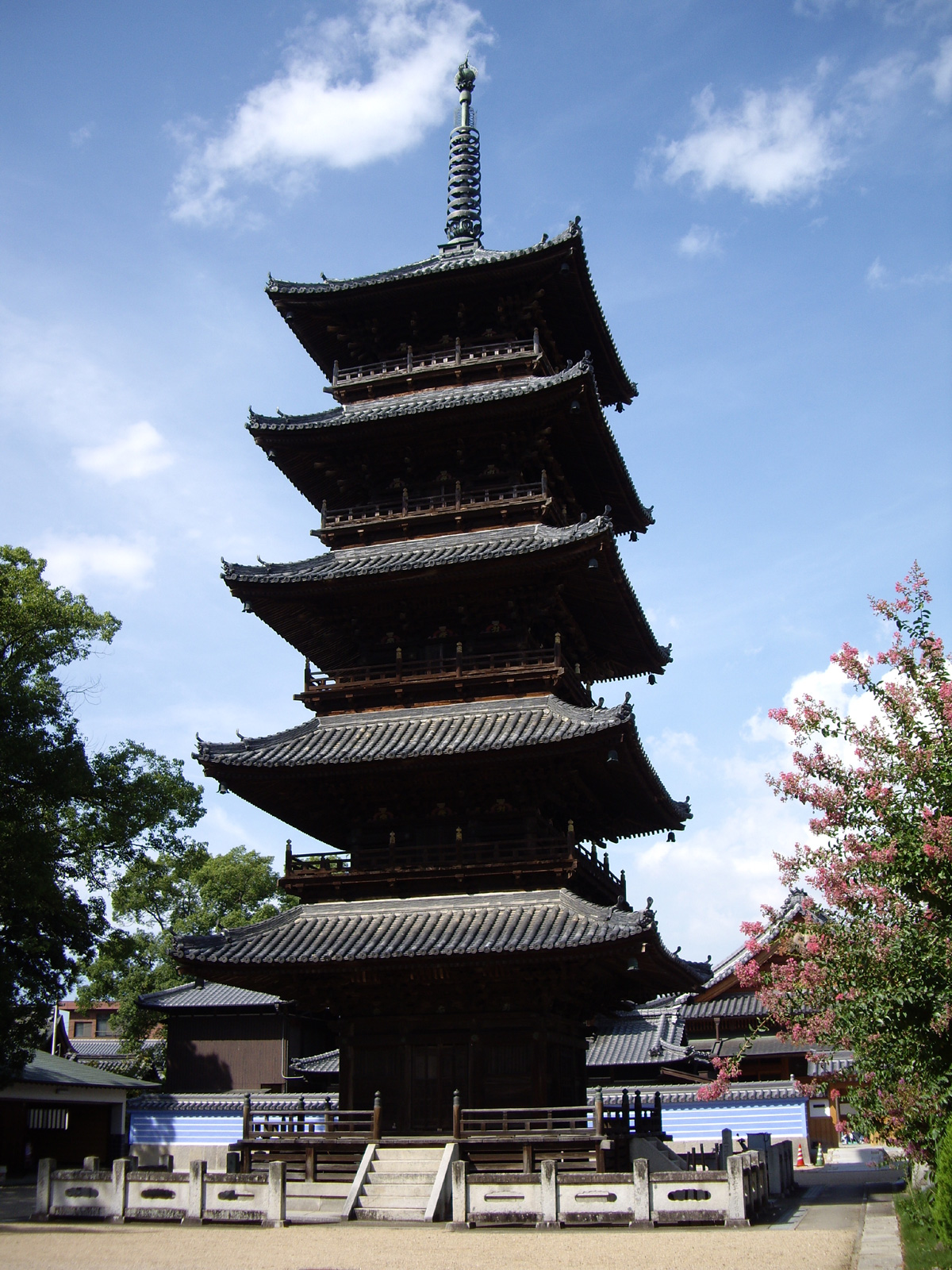
本山寺塔 （1913年、香川県）
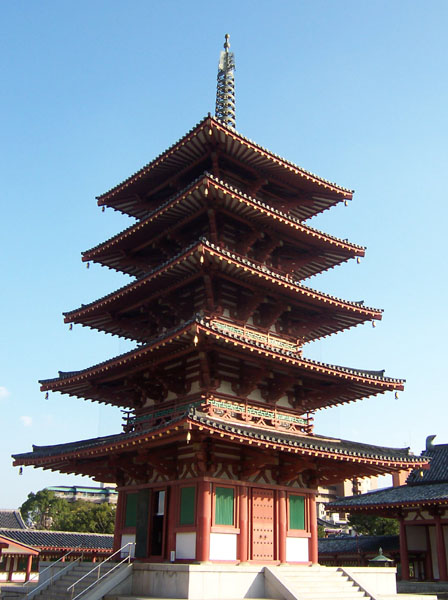
四天王寺塔 （1959年、大阪府）
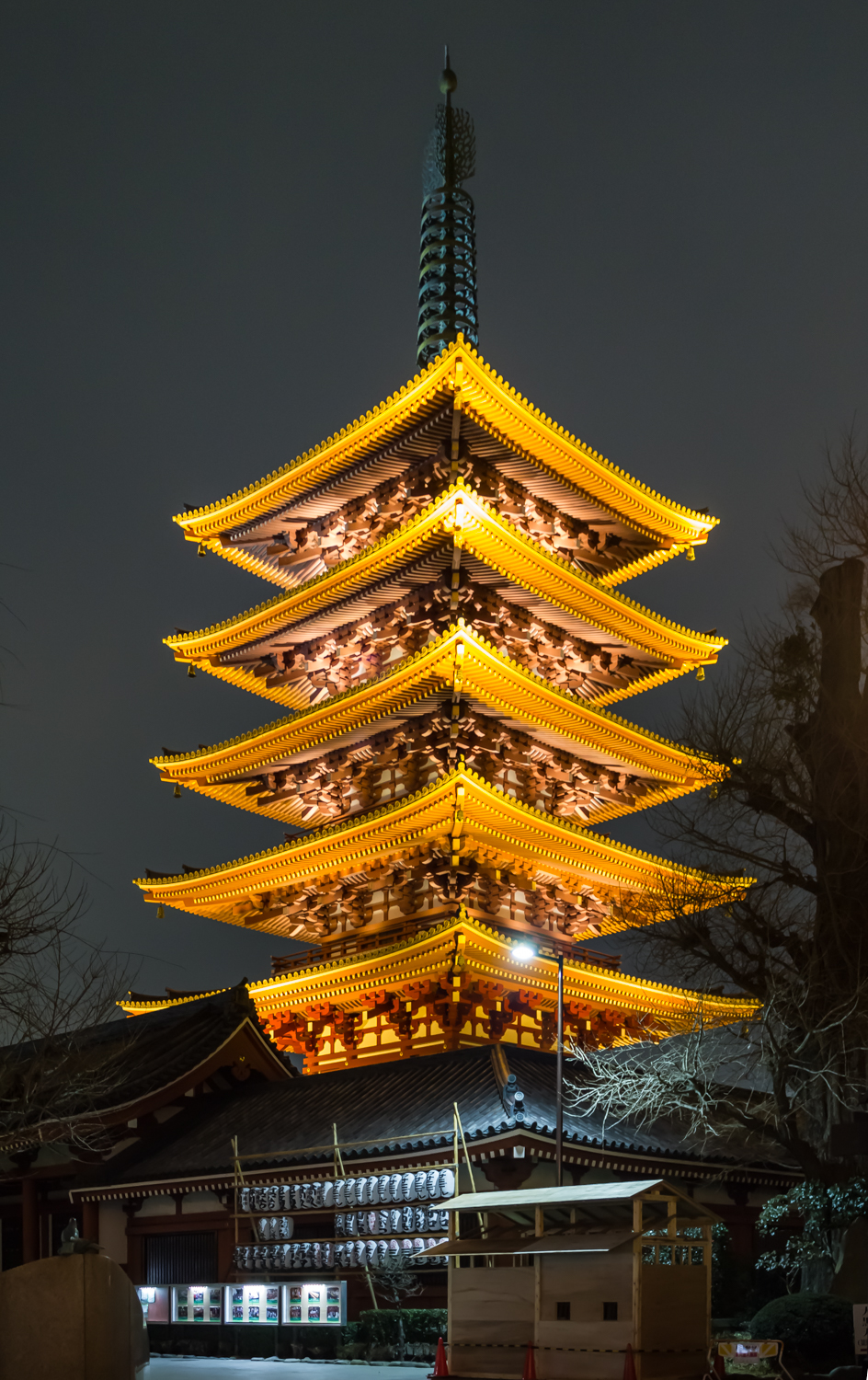
浅草寺塔 （1973年、東京都）
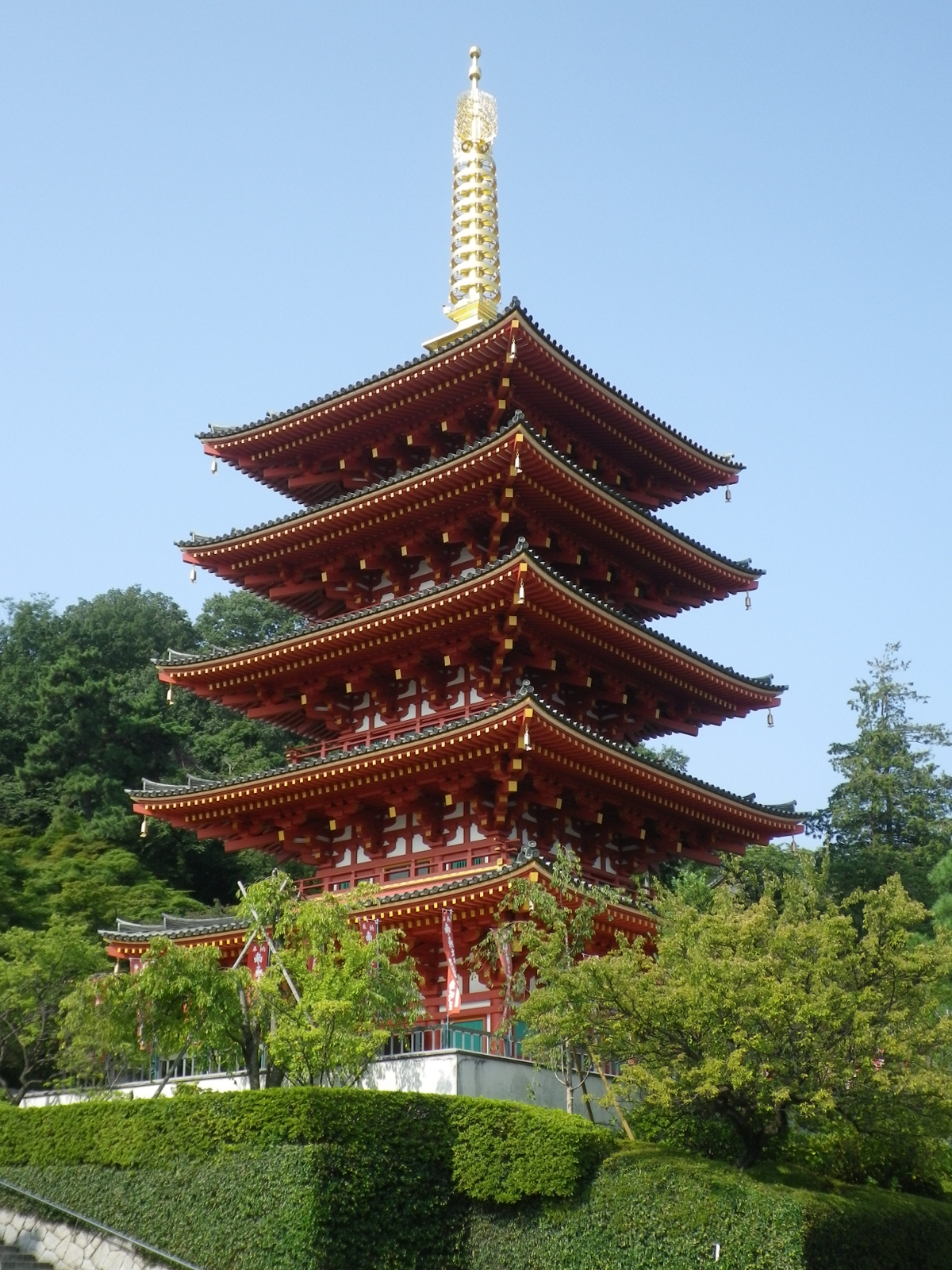
高幡不動尊　五重塔 （1980年、東京都）
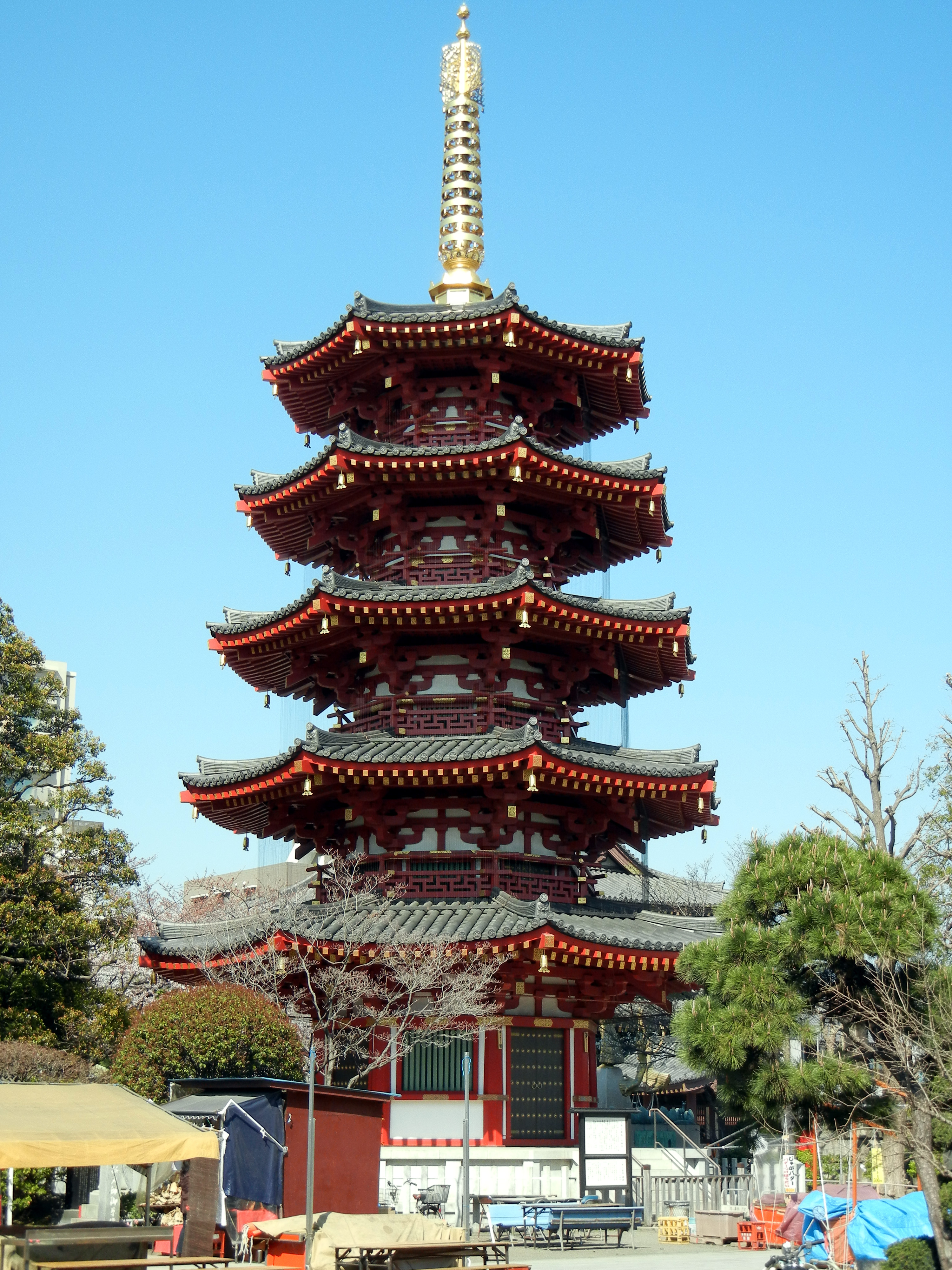
川崎大師中興塔 （1984年、神奈川県）
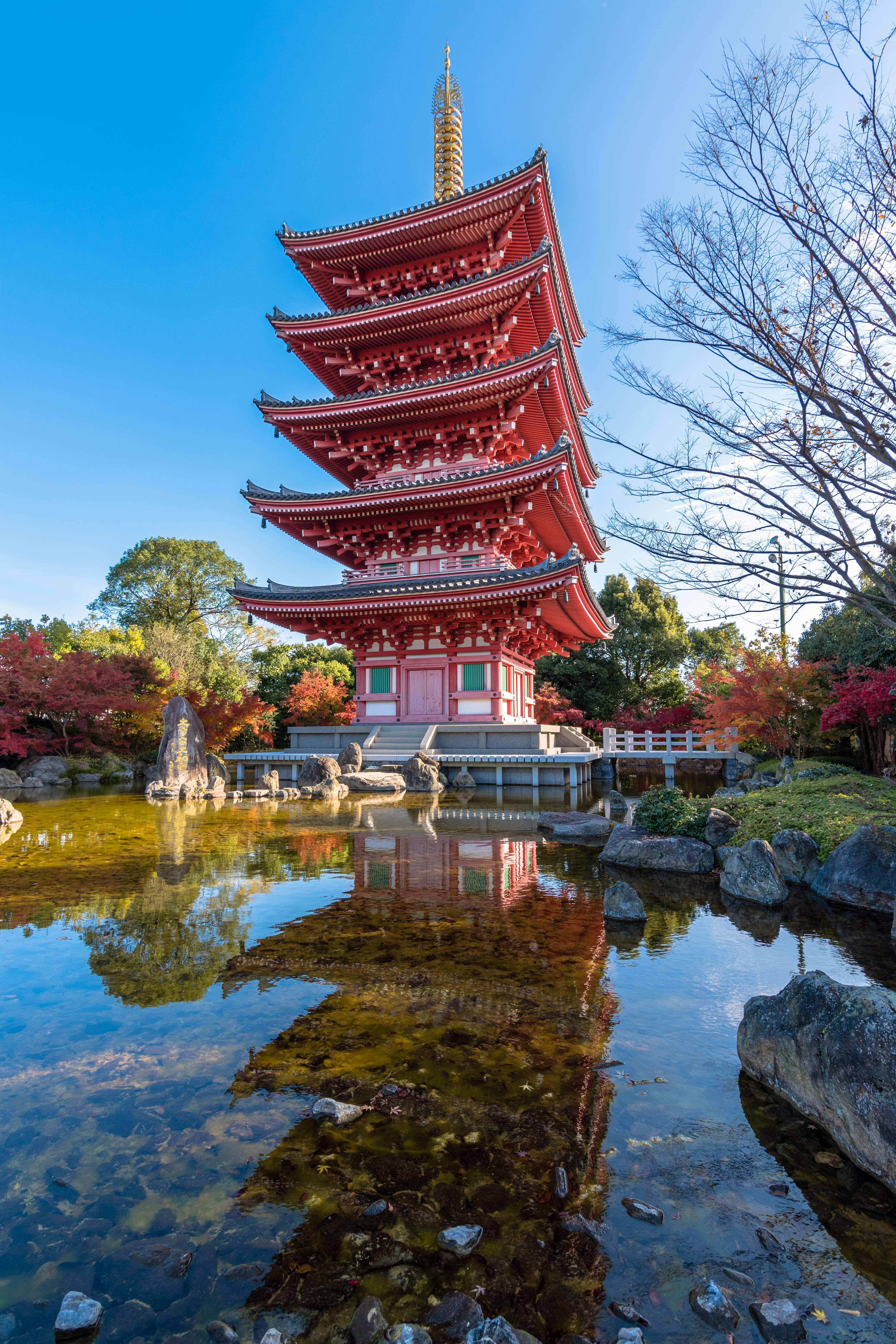
蓮華院誕生寺の五重塔（1997年、熊本県玉名市）
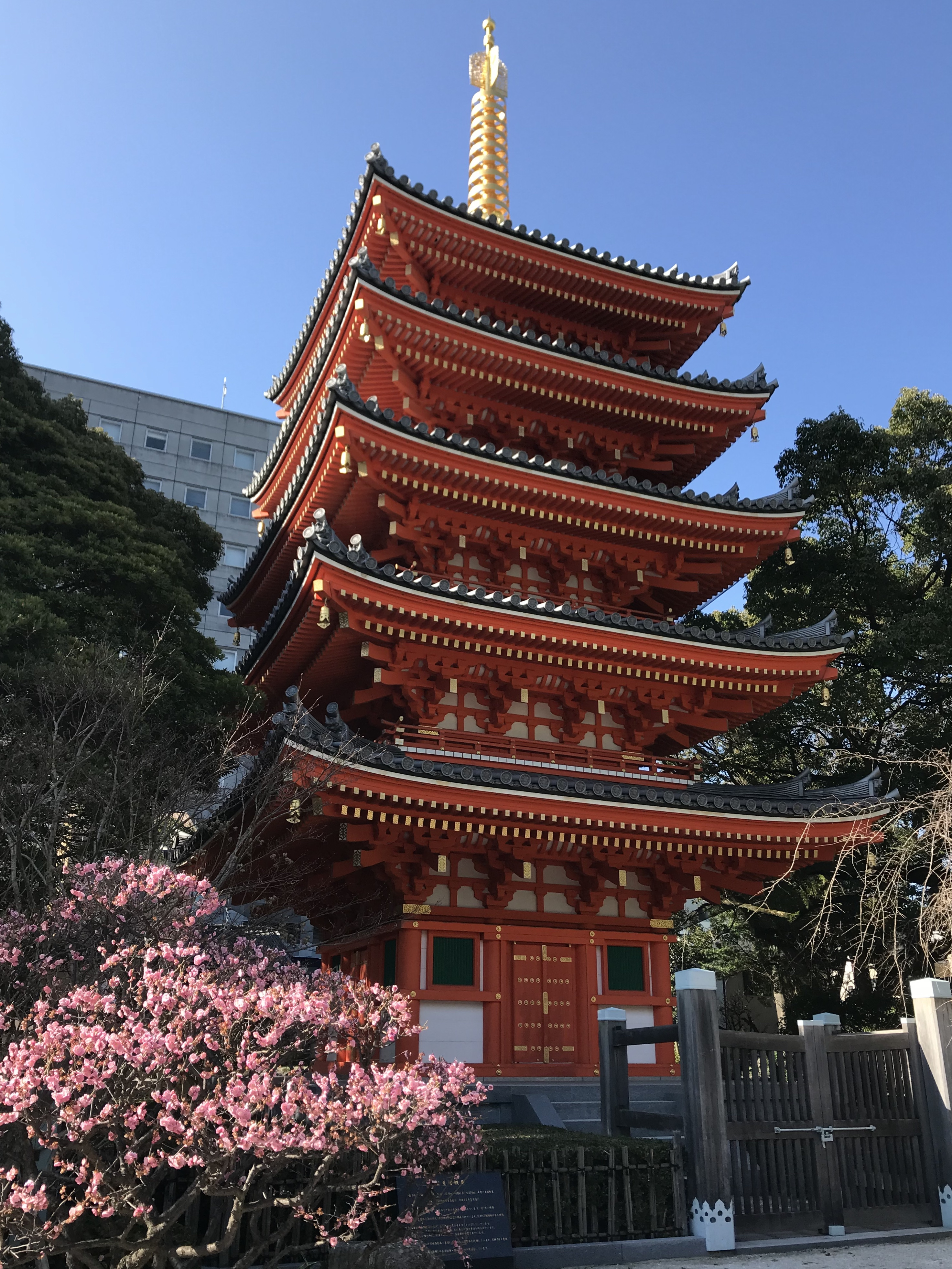
東長寺塔 (2011年、福岡県)
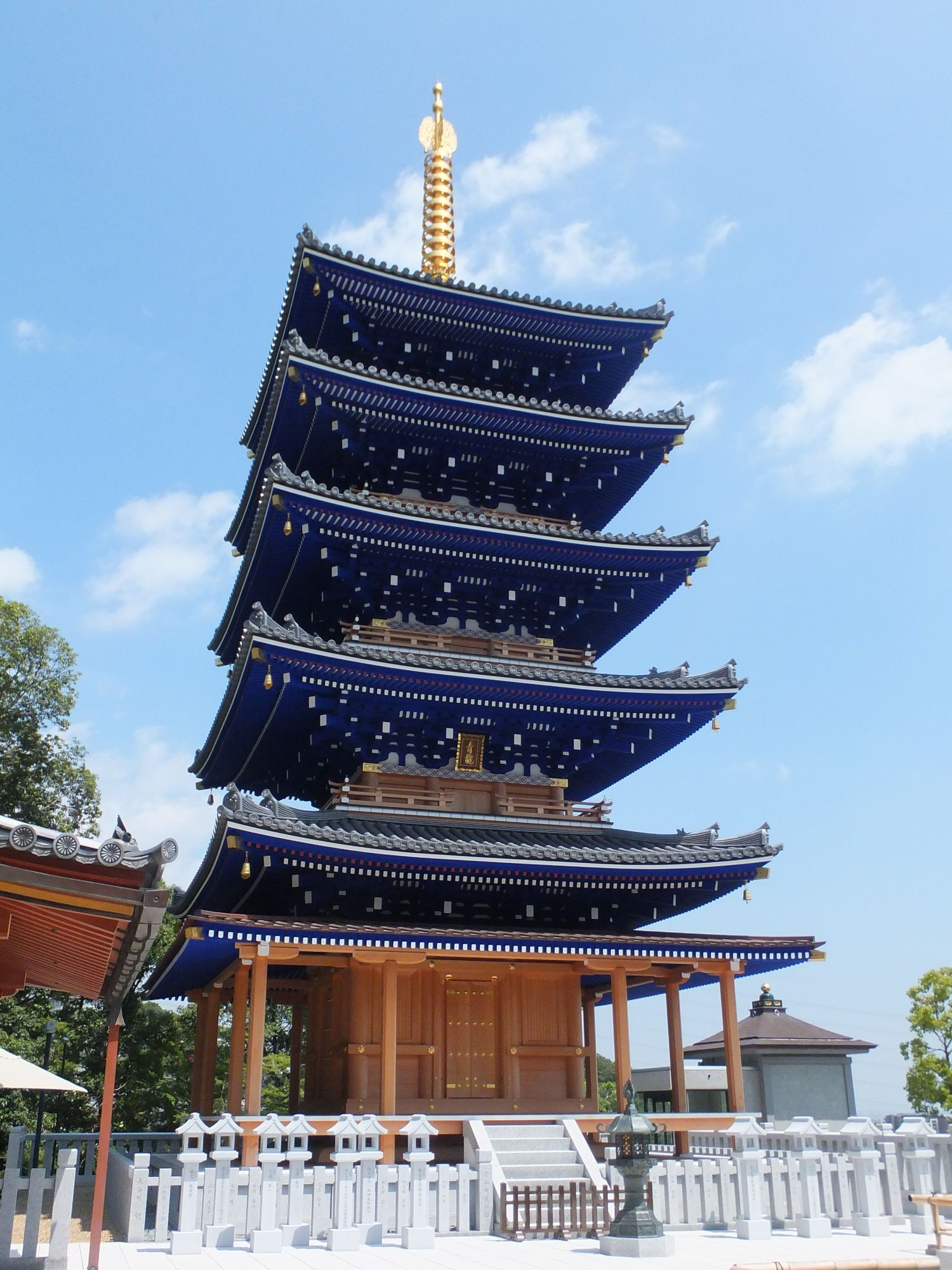
中山寺塔 (2016年、兵庫県)
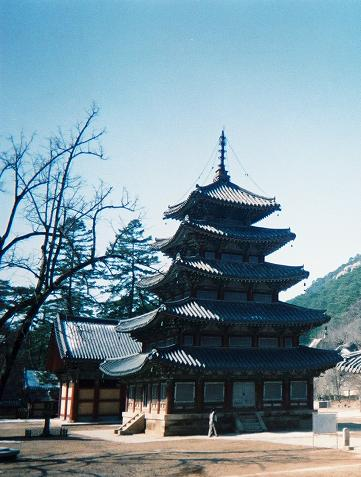
法住寺捌相殿 （韓国）
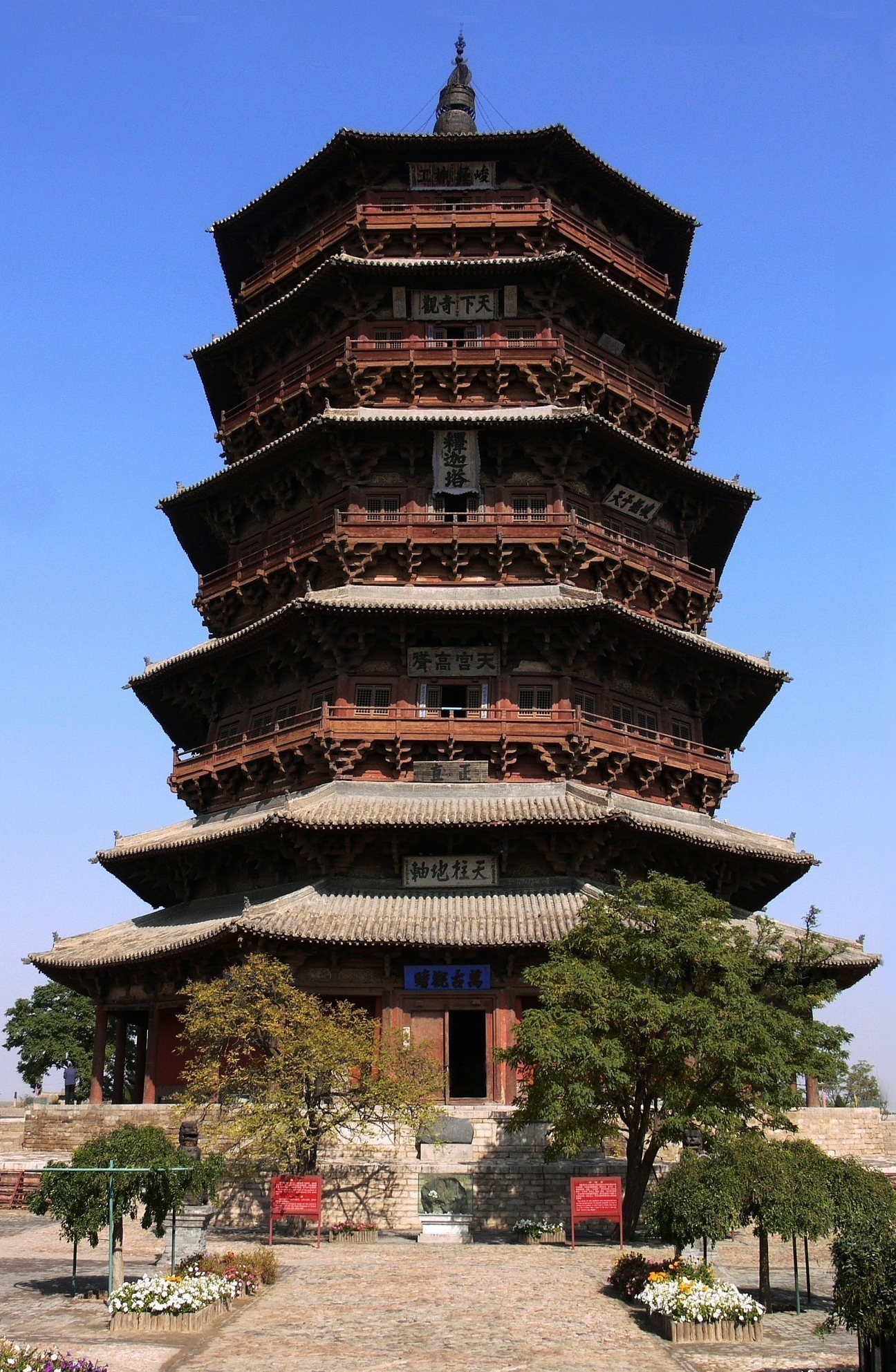
仏宮寺釈迦塔 （応県木塔、中国）